# Івченко Віктор Іларіонович
Віктор Іларіонович Івченко (нар. 22 листопада (4 листопада) 1912, Богодухів, Харківська губернія, Російська імперія — 6 листопада 1972, Ростов-на-Дону, Російська РФСР) — український та радянський кінорежисер. Член Комітету з Ленінських премій, член Спілки кінематографістів України. Батько кінорежисера Бориса Івченка. Віктор Івченко разом з Вадимом Чубасовим став засновником кінофестивалю «Молодість».

## Біографія
Народився 22 жовтня (4 листопада) 1912 року в місті Богодухові (нині Харківської області, Україна). У 1933 році закінчив Харківський автодорожний технікум, у 1937 році — Київський театральний інститут. Член ВКП(б) з 1941 року.
У 1937–1953 роках працював режисером Українського драматичного театру імені М. Заньковецької, у 1953–1972 роках — режисером Київської кіностудії художніх фільмів. Одночасно у 1960–1972 роках — педагог Київського театрального інституту мистецтв. Серед учнів — Іван Миколайчук, Раїса Недашківська, Бронислав Брондуков та інші.
Віктор Іларіонович Івченко разом з Вадимом Львовичем Чубасовим став засновником кінофестивалю «Молодість» (нині — Київський міжнародний кінофестиваль «Молодість»).
У 1972 році поїхав у Ростов-на-Дону шукати натуру для картини «Коли людина посміхнулася». Там раптово потрапив до лікарні з четвертим інфарктом. Помер 6 листопада 1972 року. Похований на Байковому цвинтарі в Києві (ділянка № 6).

## Відзнаки
- Народний артист УРСР (з 1960 року)
- Лауреат Державної премії УРСР імені Т. Г. Шевченка (1967; за художній фільм «Гадюка»).
- Нагороджений орденом Леніна, орденом Трудового Червоного Прапора, медалями

Надгробок Віктора Івченка

Меморіальна дошка на честь Віктора Івченка, встановлена на адміністративному корпусі кіностудії імені Олександра Довженка (Київ)

## Фільмографія
Режисер-постановник:
1. 1953: «Доля Марини» (у співавторстві з Ісааком Шмаруком)
2. 1954: «Назар Стодоля»
3. 1956: «Є такий хлопець»
4. 1958: «НП. Надзвичайна подія» (2 серії, 2-а премія на II Всесоюзному кінофестивалі 1959 р. в Києві)
5. 1959: «Іванна» (Друга премія на III Всесоюзному кінофестивалі 1960 р. в Мінську)
6. 1961: «Лісова пісня»
7. 1962: «Здрастуй, Гнате»
8. 1963: «Срібний тренер»
9. 1965: «Гадюка»
10. 1967: «Десятий крок»
11. 1969: «Падав іній»
12. 1970: «Шлях до серця»
13. 1971: «Софія Грушко»